# Vincent Marcone
Vincent Marcone (nascut el 1973) és un dissenyador web, il·lustrador, director de cinema i músic canadenc. Forma un terç de la banda Johnny Hollow, amb seu a Guelph, Ontario.

## Primera vida i educació
Marcone va estudiar disseny gràfic al Conestoga College, on es va graduar el 1998. També va assistir a la Universitat de Waterloo, on va estudiar geografia. Ambdues institucions es troben a la Regió de Waterloo del sud-oest d'Ontario.

## Carrera
Marcone va fer el seu debut amb MyPetSkeleton.com, que va rebre crítiques positives i va recollir premis del Festival de Films Flash Forward, la MacWorld Digital Art Expo i Davidbowie.com.
Marcone també és conegut per la seva associació amb el supergrup industrial Jakalope, ha codirigit dos dels vídeos de la banda i la portada del seu llançament el 2004, It Dreams, pel qual va rebre un Premi Juno el 2005.
El 2008, Marcone va codirigir un curtmetratge de terror,The Facts in the Case of Mister Hollow, amb Rodrigo Gudiño. Aquest any la seva banda, Johnny Hollow, rva estrenar el seu segon àlbum, Dirty Hands.
El 2010, Marcone va cofundar una empresa de mitjans digitals, Imaginarius, amb Natalie MacNeil. Dos anys més tard va crear un curtmetratge d'animació, The Lady ParaNorma.
El 2017, l'obra d'art de Marcone es va incloure en una exposició col·lectiva al Tingefest a London (Ontario). També aquell any la novel·la gràfica de Marcone The Lady ParaNorma va ser nominada per als Premi Aurora.

## Filmografia
- The Facts in the Case of Mister Hollow (2008, director)[12]
- The Lady ParaNorma, curtmetratge, 2012